# AvtoVAZ
AutoVAZ és una empresa de fabricació d'automòbils russa propietat de l'estat. Abans s'anomenava VAZ (ВАЗ, Волжский автомобильный завод,  Voljski Avtomobilni Zavod, un acrònim de Fàbrica d'automòbils del Volga en rus). AvtoVAZ és més coneguda per la seva sèrie insígnia de vehicles amb la marca Lada.